# Duke Heitger
Duke Heitger (* 10. Mai 1968 in Toledo, Ohio) ist ein amerikanischer Trompeter und Bandleader des traditionellen Jazz.

## Leben und Wirken
Heitger, der durch die Plattensammlung seines Vaters zum Jazz kam, begann im Alter von zwölf Jahren, in der Band seines Vaters zu spielen. 1991 kam er nach New Orleans, um sich Jacques Gauthés Creole Rice Jazz Band anzuschließen. 1998 übernahm er die Leitung der Steamboat Stompers; zusätzlich leitete er eigene Bands. Der studierte Geologe hat sechs Alben unter eigenem Namen aufgenommen; im Duo mit Bernd Lhotzky entstand Doin’ the Voom Voom für Arbors Records. Weiterhin hat er mit Dan Barrett, Marty Grosz, Dick Hyman, Engelbert Wrobel, John Gill, Bob Havens und Banu Gibson gearbeitet. Er trat in der Hollywood Bowl, beim Edinburgh Jazz & Blues Festival und bei Jazz Ascona auf. Auch tourte er mit den Statesmen of Jazz, zu denen noch Warren Vaché, John Allred, Howard Alden und Ken Peplowski gehörten. Weiterhin ist er auf Alben von John Cleary, Jack Maheu, den Squirrel Nut Zippers oder Joe Muranyi zu hören.

## Diskographische Hinweise
- Duke Heitger & His Swing Band Rhythm Is Our Business (Fantasy Records 2000)
- International Hot Jazz Quartet Havin’ a Ball (2010, mit Engelbert Wrobel, Paolo Alderighi, Oliver Mewes)
- Duke Heitger's Steamboat Stompers Vol. 2 (GHB 2015)